# زواراب
كان زواراب ملكًا للديلميين في أواخر القرن السادس. تم ذكره لأول مرة في عام 590، عندما خان مع ساراميس الأصغر الملك الساساني هرمز الرابع (حكم من 579 إلى 590) بقتل قائده فيروشانيس. ثم انضم زواراب إلى تمرد بهرام جوبين، بينما انضم ساراميس إلى مجموعة من النبلاء غير الراضين بقيادة فيستهم وفيندوييه.
تمكن بهرام جوبين من أن يصبح لفترة وجيزة ملكًا للإمبراطورية الساسانية من عام 590 حتى هزيمته ومقتله عام 591. أصبح ابن هرمز الرابع كسرى الثاني ملكًا بعد ذلك، لكن فيستهم نفسه تمرد فيما بعد؛ انضم زواراب إلى تمرده الذي استمر من 591 إلى 596 أو من 595/4 إلى 600.